# Real Marina del Regno delle Due Sicilie
Real Marina del Regno delle Due Sicilie, ovvero Armata di Mare di S.M. il Re del Regno delle Due Sicilie erano le terminologie ufficiali - quali risultanti dai documenti dell'epoca - della Marina militare del Regno delle Due Sicilie che, assieme all'esercito delle Due Sicilie, costituiva le forze armate del regno nato nel dicembre 1816.
Il termine "Regio", a volte utilizzato, verrà introdotto solo dopo l'annessione al Regno di Sardegna. È stata tra le più importanti marine militari italiane pre-unitarie e, secondo alcuni ricercatori, alcune tradizioni sarebbero state riportate nella formazione della nuova Regia Marina italiana dopo l'annessione delle Due Sicilie.

## La Marina nei regni di Napoli e di Sicilia (1735-1816)
Quando lo spagnolo Carlo di Borbone nel 1734 conquistò il regno di Napoli e l'anno successivo quello di Sicilia, non trovò una flotta, in quanto i due regni erano sotto il controllo degli Asburgo d'Austria, con le loro navi.

### Con Carlo di Borbone, dal 1735
La continua minaccia dei "barbareschi", come venivano denominati i popoli rivieraschi del Nordafrica, impose una politica marittima molto decisa al nuovo sovrano, che affidò a José Joaquin Guzmán de Montealegre y Andrade, Marchese di Salas, nominato Ministro per la Guerra e Marina, il compito della costituzione di un'Armata di Mare.
Il 10 dicembre del 1735 veniva promulgato il ((ES) ) "Reglamento que el Rey manda se observe para el establecimiento i regímen de su esquadra de galeras, arsenal, darsena i demas officio pertenecientes a la marina" ((IT) : "Regolamento che il Re manda ad osservare per l'istituzione del regime della sua squadra delle galere, arsenale, darsena ed altri uffici appartenenti alla marina") di chiara derivazione spagnola, sin nella lingua utilizzata.
Il Regolamento dichiarava che si doveva formare una Squadra delle Galere formata da:
- 1 Galera Capitana, a 27/28 banchi;
- 1 Galera Padrona, a 26/27 banchi;
- 2 Galera Sensiglie (più piccole), a 25/26 banchi;

ma, per mancanza di legname, 3 di esse furono acquistate, i soli scafi, nel Porto di Civitavecchia, dallo Stato Pontificio, per 60.000 ducati; l'armamento dei 3 scafi si effettuò poi presso il cantiere navale dell'Arsenale di Napoli.
La quarta, la Capitana, che si nominò "Sant'Anna", iniziò ad essere costruita dal 26 luglio 1735, con la cerimonia del "primo chiodo" sotto la direzione del "Costruttore Maggiore di Navi e Galere" Sebastiano Tixi, che aveva ricoperto lo stesso incarico in epoca vicereale austriaca.
Questo primo nucleo di una Marina, che si svilupperà negli anni seguenti, sino a raggiungere una dimensione di tutto riguardo sul finire del secolo, iniziò ad essere pienamente rispondente alle necessità del Regno, ovvero la protezione dei traffici marittimi, per lo stesso vitali, dai pirati barbareschi.
Durante il primo decennio del regno di Carlo le forze navali napoletane comprendevano, quindi:
- il vascello San Filippo - La Reale;
- la fregata San Carlo - La Partenope;
- la Galera Sant'Anna - La Capitana;
- la galea Concezione;
- la galea Sant'Antonio;
- la galea San Gennaro;
- oltre a qualche legno minore.

Contestualmente veniva istituito il corpo della Fanteria di marina, il primo in Italia concepito per operare a bordo delle navi da guerra insieme agli equipaggi; successivamente tra i suoi compiti ricadde anche la vigilanza alle basi navali.
Il Regolamento surrichiamato è importante anche perché segna l'origine dell'Accademia della Real Marina.
Nel 1742, fronteggiandosi la Spagna e l'Austria durante la guerra di successione austriaca, una squadra della Royal Navy penetrata nel golfo di Napoli impose al re di ritirare le truppe inviate in sostegno degli spagnoli, minacciando in caso contrario di bombardare la città. In seguito a tale affronto il governo napoletano ebbe ulteriori motivi di occuparsi della Marina militare, dando impulso anche alla costruzione di vascelli e fregate, oltre al naviglio sottile che avrà comunque sempre un notevole peso.
Dal 1740 al 1759 il naviglio sottile del citato "Capitan Peppe" condusse vaste operazioni contro i corsari barbareschi: con successo furono catturati numerosi sciabecchi turchi, tunisini, tripolini, algerini. Gli equipaggi, di solito, venivano adibiti ai lavori forzati (buona parte delle maestranze che edificarono la Reggia di Caserta era appunto formata da prigionieri di guerra barbareschi). Tuttavia, il contrasto alla guerra di corsa non poteva mai essere interrotto, dato il continuo rinnovarsi dell'attività delle flottiglie saracene.
Nel 1759, sul finire del regno di Carlo, la flotta era articolata su 3 Squadre navali:
Squadra delle Navi:
1. vascello da 64 San Filippo - La Reale,
2. fregata da 50 San Carlo - La Partenope,
3. fregata da 40 Regina,
4. fregata da 40 Concezione,
5. fregata da 40 Santa Amalia,

Squadra delle Galere:
1. Galera Sant'Anna - La Capitana,
2. galera Patrona,
3. galera Sant'Antonio,
4. galera San Gennaro,

Squadra degli Sciabecchi, al comando del capitano di vascello Giuseppe Martinez, noto come "Capitan Peppe":
1. sciabecco da 20 San Ferdinando,
2. sciabecco da 20 San Gabriele,
3. sciabecco da 20 San Gennaro,
4. sciabecco da 20 San Luigi,
5. sciabecco da 20 San Pasquale,
6. sciabecco da 20 Sant'Antonio.

### Ferdinando IV di Borbone, re dal 1767
Con l'ascesa al trono di Spagna di Carlo III, che lasciò i due regni italici al figlio Ferdinando IV, la Marina, durante tutto il periodo di minorità, fu trascurata; ciò accadde perché il ministro Bernardo Tanucci, che era restato in carica anche dopo la partenza di Carlo, non aveva mai condiviso appieno la politica navale del sovrano.

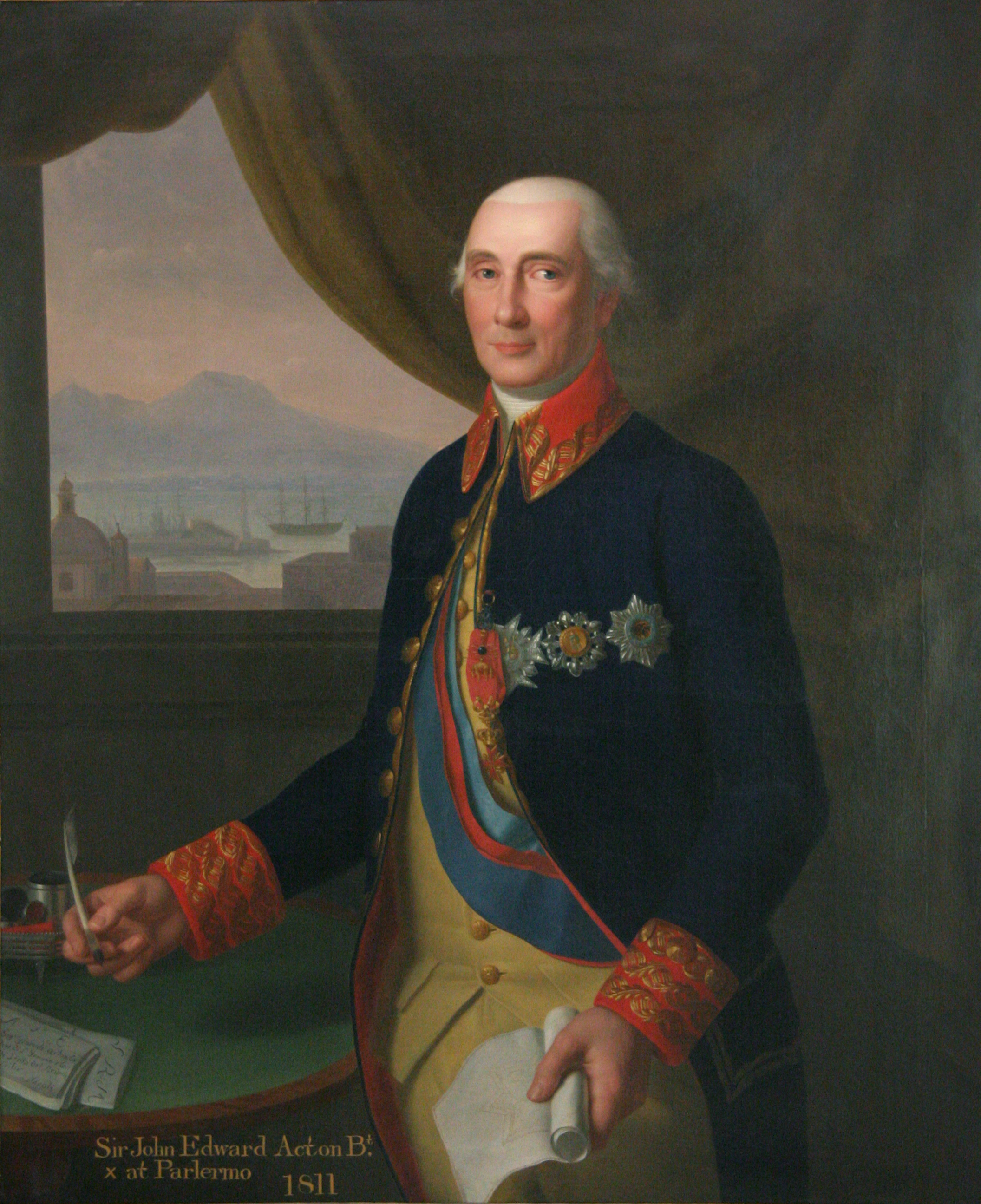
Il ministro della marina Giovanni Acton a Napoli

Una decisa ripresa si ebbe grazie alla decisa volontà della regina Maria Carolina, che volle a Napoli John Acton, un ufficiale irlandese fino ad allora comandante della marina del Granduca di Toscana Leopoldo d'Asburgo, fratello della regina.
Acton, nominato tenente generale, fu posto a capo del Ministero del Commercio e Marina nel 1779 e, da uomo esperto di cose militari e di mare e conoscitore degli uomini e dei tempi, fu l'organizzatore sapiente della nuova Marina e inaugurò il secondo periodo di forte crescita della Marina napoletana.
In primo luogo, riordinò su solo due squadre la flotta: dei vascelli e degli sciabecchi. Acquistò vascelli e fregate, ma predispose anche un vasto programma di nuove costruzioni, ampliò il Collegio di Marina ed inviò alcuni giovani guardiamarina con altri ufficiali a prestare temporaneo servizio su navi delle maggiori marine militari europee. Fondò il famoso cantiere navale di Castellammare di Stabia, istituì un autonomo corpo di fanteria di marina, denominato Reggimento Real Marina.
Nel 1783, 1784 e 1785 una squadra della Marina Napoletana partecipò con l'Armata Spagnola e quella portoghese ai bombardamenti su Algeri. Nel 1793 una squadra partecipò alla spedizione di Tolone in sostegno degli Inglesi, contribuendo in seguito al pattugliamento delle coste liguri e scontrandosi con le navi francesi al largo di Genova (Battaglia di Capo Noli).
Nel 1789 la Marina contava 39 navi armate di 962 cannoni, così ripartite:
- 3 vascelli di linea da 74 cannoni (Partenope, Ruggero, Tancredi)
- 1 vascello di linea da 60 cannoni (San Gioacchino)
- 6 fregate da 40 cannoni (Minerva, Cerere, Pallade, Sibilla, Sirena, Aretusa)
- 2 fregate da 36 cannoni (S. Teresa, S. Dorotea)
- 1 orca[3] da 36 cannoni (Pantera),
- 2 sciabecchi da 24 cannoni (S. Luigi, S. Antonio)
- 4 sciabecchi da 20 cannoni (Difensore, Robusto, Vigilante, Diligente)
- 5 corvette da 20 cannoni (Stabia, Flora, Aurora, Fortuna, Fama)
- 1 corvette da 12 cannoni (la Galatea, comando personale del re)
- 4 brigantini da 12 cannoni (Sparviero, Vulcano, Stromboli, Lipari),
- 10 galeotte da 3 cannoni (Vespa, Serpente, Levriera, Prudente, Rondine, Veloce, Attiva, Allerta, S. Gennaro, S. Francesco)

Sempre nello stesso anno 1789 l'organico contava:
- 4 capitani di vascello,
- 10 capitani di fregata,
- un gran numero di ufficiali di grado inferiore,
- 270 marinai di posto fisso,
- 470 cannonieri,
- 2128 fanti di marina, raggruppati in 4 divisioni
ciascuna composta di 4 compagnie

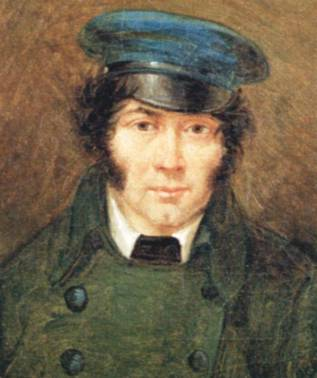
Francesco Caracciolo

La spesa totale per la Marina ammontava a 653.000 ducati, aumentati l'anno seguente di altri 250.000, aumentando ancora fino alla somma di 1.023.000 ducati nel 1790. Con questi soldi si potenziò ulteriormente il programma delle costruzioni, ordinando la costruzione di un vascello da 74 cannoni e di un gran numero di barche cannoniere, fino a giungere a 140 in pochi anni.
Questi anni di fervore costruttivo, non soltanto in campo navale, conobbero una brusca interruzione con l'invasione dello Stato da parte delle truppe francesi. Ferdinando IV, sconfitto, riparò in Sicilia, con parte della flotta, che si aggiunse a quella di stanza nell'isola. Nella Napoli occupata si formò la Repubblica Napoletana dall'effimera, tragica vita.
Seguirono per la Marina napoletana le vicende del 1799, riassumibili in due episodi, entrambi dolorosi: l'incendio della metà della flotta che non aveva seguito il sovrano in Sicilia e, successivamente, la condanna a morte del suo illustre ammiraglio Francesco Caracciolo.

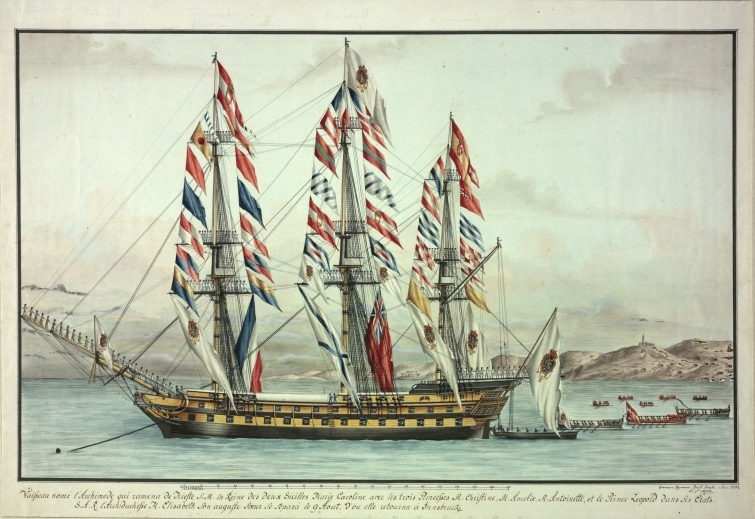
Vascello a due ponti Archimede, 1795-1814

La Marina borbonica del tardo XVIII secolo seppe coniugare luci ed ombre. Sicuramente il programma navale di Lord Acton risultava razionale e ben strutturato: le navi di nuovo varo erano progettate da architetti navali ed ingegneri (come il francese Ibért), sostituendo i maestri d'ascia empirici (in genere genovesi) e le navi erano standardizzate in classi moderne (pure di derivazione francese) e relativamente numerose per una potenza di secondo piano. Entro il 1799 i vascelli da 74 cannoni varati o in servizio erano ben 5 (forse le migliori navi da guerra esistenti in Italia in quel momento), mentre il San Gioacchino si avviava ad essere smantellato e sostituito da una nuova moderna unità. Diminuivano i legni a remi a favore di quelli a vela, anche in ambito costiero. Esistevano però anche notevoli punti deboli: le fonderie calabresi d'artiglieria non erano ancora in grado di supportare tutte le esigenze della flotta, che importava dalla Francia buona parte delle sue artiglierie, e mancavano completamente le carronate, introdotte in Gran Bretagna a partire dal 1770. Soprattutto scarseggiavano gli uomini, non tanto gli ufficiali (anche se problemi derivavano anche dal corpo ufficiali, in parte anglofobo e "giacobino", contrario alla corte, in parte invece cortigiano, raccomandato e poco propenso alle lunghe navigazioni), quanto i marinai. Infatti la flotta reale era ancora, essenzialmente, stagionale, veniva mobilitata in buona parte ogni primavera per contrastare le operazioni dei corsari barbareschi o (soprattutto dopo il 1780) molestarne le basi, ma poi, in autunno ed inverno, le squadre erano sciolte e smobilitate, e i marinai professionisti (sottufficiali e cannonieri) che rimanevano in servizio erano pochi. Si creava quindi una sorta di strato sociale di marinai-precari, specializzati nella caccia ai corsari, ma poco preparati per la guerra vera e propria (anche se il blocco di Tolone e le operazioni in Liguria durante i primi anni '90 modificarono un po' questa situazione) e affezionati alle loro case, che non vollero lasciare disciplinatamente (disertando in massa) durante la crisi del 1799. Non solo: nel 1791 la flotta francese fu in grado di imporre, senza contrasto, il riconoscimento diplomatico del nuovo regime, visto che le difese del porto di Napoli erano poco migliorate rispetto al 1742, mentre la squadra era, in quel momento, a corto di uomini.
Il reclutamento di marinai era troppo concentrato in Campania e in alcune (poche) zone della Sicilia settentrionale, senza né una sorta di leva/milizia costiera sul modello francese seicentesco (che avrebbe coinvolto tutto il Regno), né delle press-gang su modello britannico (che avrebbero coinvolto tutti i porti), mentre gli ufficiali erano sempre anche gentiluomini di nascita, con una sostanziale differenziazione tra navigatori e combattenti, basato sull'anacronistico modello della marina spagnola (ma anche in questo caso l'Acton intendeva introdurre il modello britannico, meritocratico). Comunque la marina borbonica fu sempre sotto organico dal punto di vista del personale e molte navi erano decisamente "vuote" rispetto a quelle britanniche anche nell'Ottocento, quando la flotta assorbiva 6.000 uomini in permanenza, contro i poco più di 3.000 del 1790 (in buona parte fanti di marina); si tenga presente che solo i cinque vascelli in servizio in quegli anni avrebbero richiesto 3.500 marinai per prendere tutti contemporaneamente il mare, con la necessità di arruolare costantemente dei rimpiazzi per gli uomini morti di malattia, infortunio o in azione, e questo senza considerare i circa 2.000 uomini necessari per armare le sei fregate da 40 cannoni ed il gran numero di uomini necessari per gli sciabecchi.

### Il ritiro a Palermo e il periodo napoleonico, dal 1806
Per sfuggire ai napoleonici Re Ferdinando e la sua corte, a bordo del vascello a due ponti Archimede, si erano rifugiati nel gennaio 1806 a Palermo, restandovi fino al 1815, come pure la Marina borbonica, salvatasi quasi al completo in Sicilia. Si aggiungevano ai vascelli di stanza a Palermo e alla divisione di Messina (2 vascelli e 3 fregate).
Della Marina a Napoli nel febbraio 1806 era rimasto ben poco, essendo cadute in mano francese solo la fregata Cerere e la corvetta Fama.
Sotto Giuseppe Bonaparte, salito al trono di Napoli il 30 marzo 1806, la Marina dovette quindi essere riorganizzata, ma secondo la scuola francese. Un impulso fu dato dal sovrano successivo, Gioacchino Murat, con la costruzione delle seguenti navi:
- vascello da 74 cannoni Capri (varato nel 1810)
- vascello da 80 cannoni Gioacchino (varato nel 1812)
- fregata Letizia (varata nel 1812)
- fregata Carolina (varata nel 1811)[5]

A questi andava aggiunto il vascello Archimede, da 74 cannoni e gemello del Capri, impostato ma non ultimato per le vicende belliche; verrà completato solo nel 1824 come Vesuvio. Anche le infrastrutture vennero adeguate alle nuove esigenze; vennero costruiti tre scali a Castellammare, in modo da poter costruire contemporaneamente tre unità, e creato uno scalo in muratura a Napoli. La collaborazione con i francesi era già stata instaurata fin dal 1765 e in virtù di ciò erano arrivati dei progetti di Jacques Noël Sané, artefice di varie classi di vascelli della Marine Royale tra cui le ammiraglie a tre ponti Classe Commerce de Marseille, ma nell'era napoleonica vi fu un forte sviluppo che portò le metodologie della Marine impériale come modello per la marina napoletana; per esempio, nel 1811 venne creata la scuola di applicazione, che istituzionalizzava il ruolo degli ingegneri marittimi per la gestione delle strutture portuali.
Durante il cosiddetto Decennio francese (1806-1815) in più di un'occasione le Marine di Sicilia (borbonica) e di Napoli (murattiana) si trovarono contrapposte. Memorabili furono gli scontri sostenuti in quel periodo:
- il primo con quattordici barche cannoniere nelle acque di Castellone (Gaeta) il 4 luglio 1806 comandate dal Bausan, assalito da ventisei barche cannoniere nemiche appoggiate dalla fregata inglese Juno (32 cannoni) e della borbonica Minerva;
- poi il vittorioso combattimento nelle acque di Napoli fra il comandante Bausan medesimo, al comando della fregata Cerere, contro lo sloop-of-war inglese Cyane (18 cannoni), il 27 giugno 1809, con il plauso di re Murat e del popolo napoletano presente alle fasi dello scontro;
- i combattimenti delle fregate Cerere e Fama con altre navi di una divisione napoletana contro la squadra inglese nelle acque di Procida.

Quando i borbone furono costretti a concedere la costituzione siciliana del 1812 fu prevista "l'unità del Principe, l'unità dell'Armata, della Marina, del Corpo Diplomatico, e della Corte Palatina".

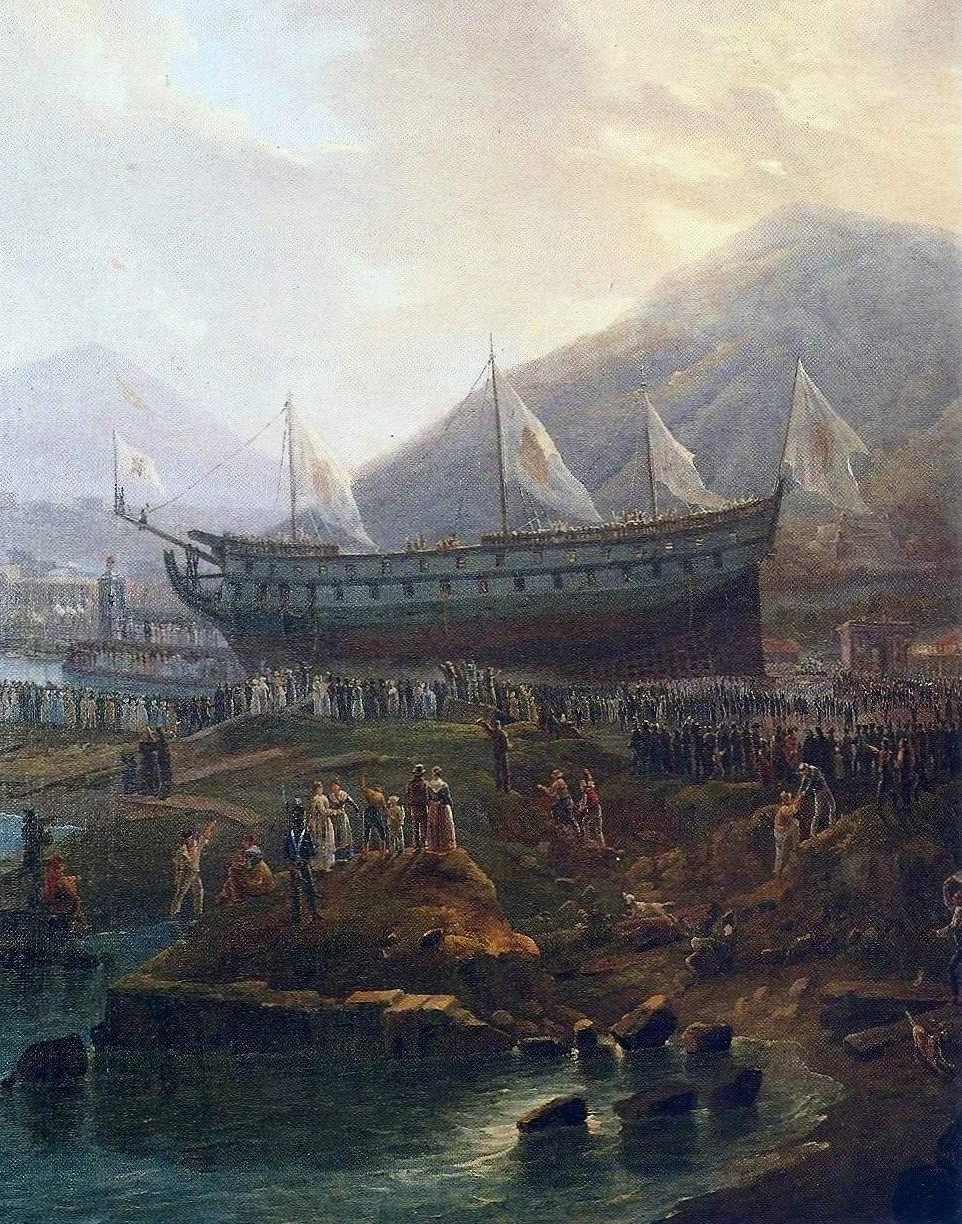
Il varo del Vesuvio nel 1824

## L'Armata di Mare del Regno delle Due Sicilie
Nel giugno 1815 Ferdinando rientrò a Napoli da Palermo insieme alla Marina borbonica. Insieme a lui arrivò il vice ammiraglio Diego Naselli, ministro della guerra del regno di Sicilia, a cui affidò la riorganizzazione della flotta napoletana. Naselli poi sarà nominato segretario di stato alla Marina del nuovo regno. Con la contemporanea sconfitta di Murat, si consegnarono agli inglesi due vascelli, la corvetta, due schooner, 24 cannoniere e le due fregate, che furono cedute a Ferdinando, che si trovò così una flotta numerosa e moderna.
Nel dicembre 1816 intanto costituì il Regno delle Due Sicilie, unificando i due precedenti regni, e il re prese il nome di Ferdinando I. Nel 1818 furono promulgate le Ordinanze generali della Real Marina delle Due Sicilie relative a tutta la composizione e organizzazione della Marina: si tratta della prima regolamentazione fatta dal nuovo regno in ambito marinaro; esse costituivano vari corpi degli ufficiali, un osservatorio nautico, una Accademia di Marina e tre Compartimenti Marittimi: Napoli, Palermo e Messina.  Nello stesso anno nacque anche il nuovo Regolamento di Marina.
Nel 1820 la Marina fu considerevolmente rafforzata, giungendo ad allineare tre divisioni con una settantina di navi da guerra di tutte le stazze, con netta prevalenza di legni leggeri.
Nel luglio 1820 la fregata Amalia (già Carolina), assieme ad altre navi, scortò in Sicilia un convoglio di mercantili recanti il Corpo di Spedizione del tenente generale Florestano Pepe, inviato a reprimere l'insurrezione dell'isola. Il 2 settembre 1820, una flotta con l'Amalia, il vascello Capri, la corvetta Leone, le «polacche» Sant'Antonio ed Italia e 14 brigantini (forza poi incrementata con l'invio, il giorno seguente, di sei cannoniere ed una bombarda), lasciò nuovamente Napoli e venne inviata in Sicilia con altre truppe da sbarco, per reprimere i moti rivoluzionari.
Tra il 1827 e il 1828 entrarono in servizio la fregata Regina Isabella da 44 cannoni, la corvetta Cristina da 32 cannoni e i brigantini Principe Carlo e Francesco I.

### Sotto Ferdinando II, re dal 1830
Sotto il regno di Ferdinando II venne ultimata la scorridora Etna (1830), nel 1832 il brigantino Zeffiro da 18 cannoni, nel 1834 le fregate Partenope da 50 cannoni, e Urania da 46 pezzi.
Negli anni che vanno sino al 1830, oltre la normale attività di pattugliamento e protezione dei traffici, si verificano operazioni contro i Barbareschi come un fallimentare tentativo di blocco di Tripoli nell'agosto 1828 sotto il comando di Sozi Carafa. La marina borbonica giunse davanti al porto africano con polveri da sparo in pessime condizioni, poiché risalivano al 1809 ed erano bagnate. Il risultato fu che il fuoco della artiglieria contro la flotta piratesca fu praticamente inefficace. Furono anzi i corsari a mettere in pericolo alcune unità della marina da guerra delle Due Sicilie, poiché un attacco delle vecchie galee tripoline rischiò d’affondare alcune cannoniere borboniche. Dopo alcuni giorni di combattimento, la flotta inviata da re Francesco I decise infine di ritirarsi senza aver ottenuto alcun risultato. Il fallimento della spedizione, provocato in buona misura dalla mancanza di polvere da sparo funzionante, condusse alla messa sotto processo degli ammiragli, che però furono assolti. Uno di loro, il Sozi Carafa, divenne anzi pochissimi anni dopo, durante il regno di re Ferdinando II, il “governatore del Regio Arsenale”.Cfr. Harold Acton, Gli ultimi Borboni di Napoli (1825-1861), Giunti Editore, 1997, pp. 48–49. Nel 1833, vista l'incapacità della marina borbonica di contrastare l'attività berbera, fu stipulata una convenzione con il Regno di Sardegna per azioni congiunte contro i Barbareschi di Tunisi, poi intraprese dal 28 marzo al 10 maggio 1833. Stavolta le operazioni furono chiuse con esito positivo. Nel 1834 la fregata Regina Isabella effettuò un'azione dimostrativa sulle coste del Marocco per respingere le richieste di donativi del Sultano del Marocco.
Nell'estate del 1840 era stato fondato l'opificio di Pietrarsa, sobborgo sul mare al confine tra i comuni di Napoli e Portici. Inizialmente si trattava di una piccola officina con annessa fonderia, che doveva produrre manufatti in ferro ad uso navale e ferroviario. Grazie anche all'apporto delle esperienze di tecnici inglesi, in pochi anni diventò sempre più importante: esso rappresentò il primo esempio dell'industria metalmeccanica di Stato. All'atto dell'Unità d'Italia era, nel suo genere, il maggiore stabilimento esistente sul suolo italiano.
Nel 1842 alcuni ufficiali della Marina sarda, tra cui il conte Carlo Pellion di Persano, furono inviati a studiare gli ordinamenti e i progressi della Marina napoletana.
Nel 1843 una divisione al comando di Raffaele de Cosa (Vascello Vesuvio, fregate Partenope, Amalia, Regina Isabella scortò in Brasile la Principessa Teresa Cristina di Borbone che andava sposa a Dom Pedro II di Braganza, Imperatore del Brasile.
Nel 1844 la fregata Urania effettuò una crociera d'istruzione dall'agosto 1844 al gennaio 1846 fino al Brasile e, risalendo, agli Stati Uniti, diventando così la prima nave da guerra di uno stato italiano a visitare gli Stati Uniti d'America.
Il tutto fu accuratamente descritto, come d'uso, dagli allievi. Molto interessanti le considerazioni sulla città di New York, di cui venne previsto il grande sviluppo.
Durante la rivoluzione siciliana del 1848 fu ordinato alla flotta di bombardare Palermo, con l'ammiraglio De Cosa che, dopo aver cercato di procrastinare gli ordini di rientrare a Napoli, alla fine dovette cedere, ma preferì dimettersi che sparare un solo colpo contro i siciliani, con Palermo che fu comunque bombardata dal mare il 29 maggio dal comandante Giovanni Vacca . In settembre fu bombardata l'assediata Messina, sia dalla squadra navale che dai cannoni della Cittadella.
Sempre sotto il regno di Ferdinando II, furono avviate le costruzioni di unità a vapore, costituito il "Corpo del personale di pilotaggio", il "Corpo dei Cannonieri e Marinai" e istituita nello stabilimento di Pietrarsa una "scuola di ingegneri meccanici", nonché la "scuola per macchinisti" per fornire macchinari e macchinisti nazionali alle navi a vapore.
Tale decisione fu originata dalla crisi degli zolfi siciliani con la Gran Bretagna, crisi che sfiorò il conflitto: ma il re, che faceva grande affidamento sulla presenza in squadra di navi a vapore (unica flotta nel Mediterraneo a disporne), scoprì che i macchinisti inglesi, con molta decisione, avevano precisato che non avrebbero condotto quelle navi contro i propri connazionali.
Poi è da ricordare la realizzazione del bacino di raddobbo, seconda struttura in muratura, in ordine di tempo dopo quella di Genova ad essere realizzata nella penisola italiana per il carenaggio delle navi, che completava l'articolato insieme di strutture al servizio della Marina napoletana.
L'importante opera fu solennemente inaugurata dopo due anni di lavori, con una delle maggiori feste pubbliche dell'epoca borbonica, il 15 agosto 1852. L'evento è stato immortalato in due dipinti ad olio di Salvatore Fergola.

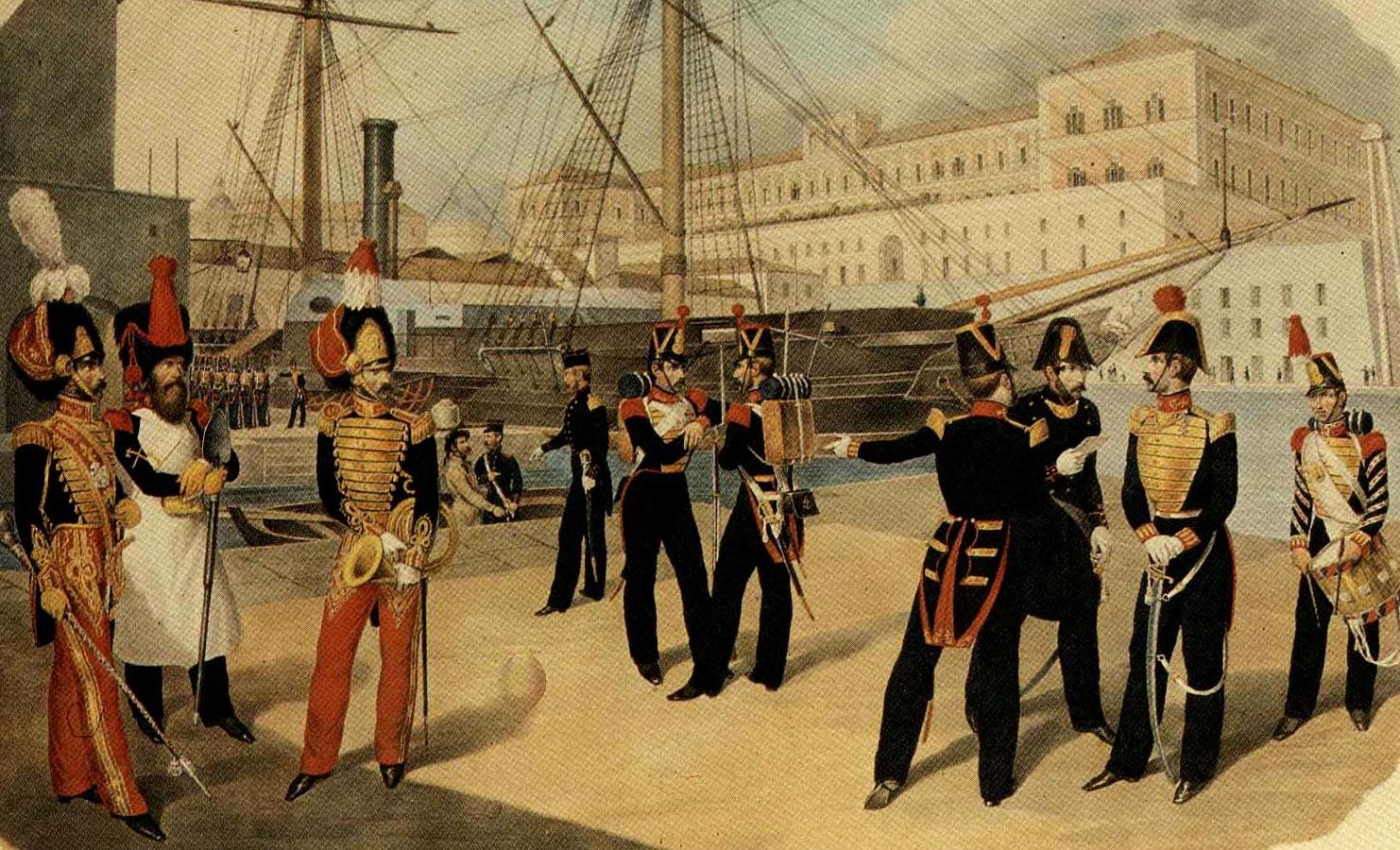
Il reggimento "Real Marina" nel porto di Napoli

#### Composizione
L'Armata di Mare era così composta:
1. Reale Corpo de' cannonieri marinari, articolato in 16 compagnie attive da imbarco e due compagnie sedentarie;
2. Reggimento "Real Marina" (con un organico di 2400 uomini), articolato in due battaglioni per sei compagnie (che faceva parte della Guardia Reale);
3. Corpo di genio marittimo;
4. Corpo telegrafico;
5. Corpo sanitario;
6. Corpo amministrativo con tre Dipartimenti (Napoli, Palermo e Messina).

Organo supremo dell'Armata di Mare era l'Ammiragliato, retto da un principe di Borbone fratello del re, comandante generale dell'Armata di Mare con il grado di viceammiraglio della Real Marina, affiancato da un Consiglio di Ammiragliato. Presidente del primo Consiglio di Ammiragliato fu il viceammiraglio generale Lucio di Palma Castiglione dei Marchesi di Pietramelara.

### Dal 1848
Nel 1848, durante la prima guerra d'indipendenza italiana, Ferdinando II inviò cinque fregate a vapore, due a vela, un brigantino e vari trasporti con 4.000 soldati, agli ordini di Guglielmo Pepe, allo scopo di liberare Venezia dagli austriaci. Una formazione al comando del Retroammiraglio de Cosa, alquanto consistente (2 fregate a vela e 5 pirofregate) si unì alla squadra sarda dell'Albini nelle acque triestine, ma mantenne un atteggiamento non aggressivo verso le navi austriache.
L'evolversi della guerra, l'ampliarsi della ribellione in Sicilia e l'ambiguo atteggiamento di Carlo Alberto di Savoia indussero il Sovrano napoletano a richiamare la squadra.
Nel settembre 1848, durante la repressione della rivoluzione siciliana, fu protagonista di bombardamenti indiscriminati sulla città di Messina che consentirono ai borbonici di riprendere la città; in questa occasione si ebbe il famoso bombardamento che valse il titolo di "Re Bomba" al Borbone.
Dopo le vicende del 1848 nell'Adriatico, e quelle legate alla rivoluzione siciliana del 1848-49, la Marina borbonica visse un periodo apparentemente calmo, durante il quale furono varate diverse unità che svolgeranno servizio anche nella Regia Marina unitaria: ricordiamo in particolare il vascello Monarca, poi Re Galantuomo, che con gli 86 pezzi su 3 ponti e 3.669 t. disl. risultò la più potente unità da guerra delle Marine preunitarie, singolarmente somigliante alla nave scuola Amerigo Vespucci, che sarà costruita 80 anni più tardi nello stesso cantiere, nonché la pirofregata Ettore Fieramosca, la prima nave mossa da caldaia di produzione nazionale.
Minata dal forte dissenso politico verso il governo borbonico che interessò i suoi gradi più elevati, che avevano già stretto accordi con esponenti del regno sabaudo, mancò totalmente al momento dello sbarco garibaldino e nelle fasi successive dell'impresa dei Mille

Il Pirovascello Monarca, ribattezzato - dopo l'unificazione - Re Galantuomo. Non ebbe attività particolarmente rilevante, salvo la partecipazione, dopo la cattura, al blocco e bombardamento di Gaeta, durante l'assedio e il pattugliamento del Basso Adriatico durante la guerra del 1866 contro l'Austria

### La Real Marina durante la spedizione dei Mille
Dopo lo sbarco dei Mille nel maggio 1860, dove le unità della flotta borbonica fallirono il compito di pattuglia, lasciandosi sfuggire il Piemonte e il Lombardo, Giuseppe Garibaldi, costituito a Palermo il governo dittatoriale nominò un segretario della marina e creò la marina dittatoriale siciliana.
Diversi ufficiali lasciarono le unità borboniche per arruolarsi nella Marina garibaldina, e anche alcune navi come la pirofregata a ruote “Veloce” si consegnarono. Il 7 luglio il Tukery (come era stato ribattezzato il Veloce) catturò due piccoli vapori del regno delle Due Sicilie, l'Elba e il Duca di Calabria.
L'unico scontro navale tenuto dalla Marina siciliana durante la Spedizione dei Mille contro la Marina borbonica fu a Castellammare di Stabia la notte tra il 13 ed il 14 agosto 1860. Il Tukery dopo essersi introdotto nel porto di Castellammare cercò di abbordare e catturare l'ammiraglia borbonica Monarca, ma i marinai borbonici riconobbero la nave aprendo il fuoco e la Tukery si ritirò.

#### Unità in servizio nell'Armata di Mare nel 1860
| Forza navale a vela del Regno delle Due Sicilie (1860) |                 |                  |         |                                                             |
| Tipo                                                   | Nome            | Dislocamento (t) | Cannoni | Luogo e data del varo                                       |
| Vascello                                               | Vesuvio         | 3.530            | 84      | Castellammare, 2 dicembre 1824                              |
| Vascello                                               | Monarca         | 3.660            | 86      | Castellammare, 5 giugno 1850 (trasformato a elica nel 1858) |
| Fregata                                                | Amalia          | 1.642            | 54      | Castellammare, 16 giugno 1811                               |
| Fregata                                                | Regina Isabella | 2.529            | 50      | Castellammare, 9 luglio 1827                                |
| Fregata                                                | Partenope       | 2.583            | 52      | Castellammare, 17 novembre 1834                             |
| Fregata                                                | Regina          | 2.908            | 52      | Castellammare, 27 settembre 1840                            |
| Corvetta                                               | Cristina        | 763              | 24      | Castellammare, 15 ottobre 1828                              |
| Brigantino                                             | Generoso        | 640              | 18      | Castellammare, 18 settembre 1840                            |
| Brigantino                                             | Intrepido       | 640              | 18      | Castellammare, 19 dicembre 1839                             |
| Brigantino                                             | Principe Carlo  | 414              | 18      | Castellammare, 16 marzo 1828                                |
| Brigantino                                             | Valoroso        | 594              | 18      | Castellammare, 27 settembre 1837                            |
| Brigantino                                             | Zeffiro         | 594              | 18      | Napoli, 19 dicembre 1832                                    |
| Goletta                                                | Menai           | ...              | 2       | ...                                                         |
| Cutter                                                 | Sparviero       | 137              | 2       | Napoli, 22 dicembre 1851                                    |

Inoltre: 4 bombardiere, 21 cannoniere, 7 bovi, 12 scorridoie, 8 leuti, 4 paranzelli e altri 23 legni sottili.

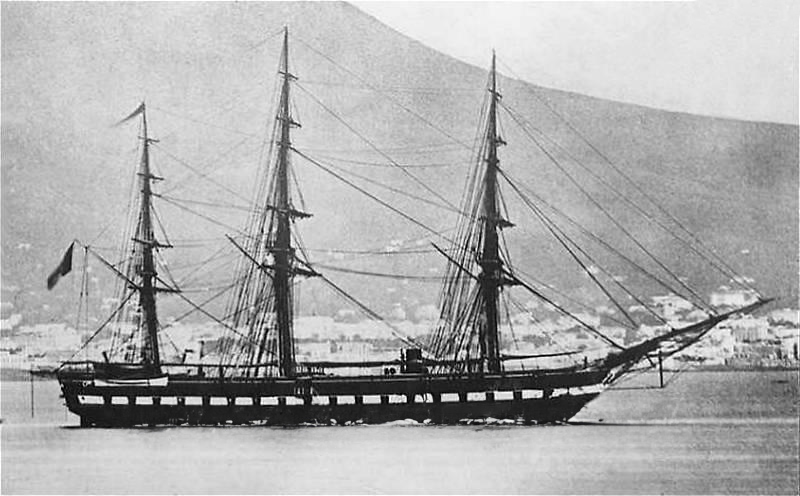
La fregata Borbone

| Forza navale a vapore del Regno delle Due Sicilie (1860) |                       |                  |         |                                                        |
| Tipo                                                     | Nome                  | Dislocamento (t) | Cannoni | Luogo e data del varo                                  |
| Fregata                                                  | Farnese               | 3.680            | ...     | In costruzione (varata a Castellammare, 6 aprile 1861) |
| Fregata                                                  | Borbone               | 3.444            | 54      | Castellammare, 18 gennaio 1860                         |
| Fregata                                                  | Archimede             | 1.306            | 10      | Castellammare, 3 ottobre 1844                          |
| Fregata                                                  | Ercole                | 1.306            | 10      | Castellammare, 24 ottobre 1843                         |
| Fregata                                                  | Ettore Fieramosca     | 1.400            | 10      | Castellammare, 14 novembre 1850                        |
| Fregata                                                  | Fulminante            | 1.410            | 12      | Blackwall, 1848                                        |
| Fregata                                                  | Guiscardo             | 1.018            | 10      | Gravesend, 1843                                        |
| Fregata                                                  | Roberto               | 1.018            | 10      | Gravesend, 1843                                        |
| Fregata                                                  | Ruggiero              | 1.018            | 10      | Gravesend, 1843                                        |
| Fregata                                                  | Tancredi              | 1.018            | 10      | Gravesend, 1843                                        |
| Fregata                                                  | Sannita               | 1.300            | 10      | Castellammare, 7 agosto 1846                           |
| Fregata                                                  | Torquato Tasso        | 1.330            | 10      | Castellammare, 28 maggio 1856                          |
| Fregata                                                  | Veloce                | 962              | 10      | Cowes, 1848                                            |
| Corvetta                                                 | Aquila                | 576              | 4       | Inghilterra 1840                                       |
| Corvetta                                                 | Stromboli             | 580              | 8       | Gravesend, 1844                                        |
| Avviso                                                   | Messaggero            | 250              | 6       | La Ciotat, 1850                                        |
| Avviso                                                   | Saetta                | 250              | 6       | La Ciotat, 1850                                        |
| Avviso                                                   | Antelope              | 154              | 4       | Inghilterra, 1843                                      |
| Avviso                                                   | Delfino               | 70               | 4       | Castellammare, 26 maggio 1843                          |
| Avviso                                                   | Ferdinando II         | 183              | 6       | Inghilterra 1833                                       |
| Avviso                                                   | Maria Teresa          | 330              | 4       | Castellammare, 18 luglio 1854                          |
| Avviso                                                   | Miseno                | 596              | 8       | La Ciotat, 1844                                        |
| Avviso                                                   | Palinuro              | 596              | 8       | La Ciotat, 1844                                        |
| Avviso                                                   | Peloro                | 292              | 4       | Inghilterra, 1842                                      |
| Avviso                                                   | Rondine               | 154              | 4       | Inghilterra, 1843                                      |
| Avviso                                                   | Sirena                | 354              | 6       | Castellammare, 9 novembre 1859                         |
| Rimorchiatore                                            | Eolo (rimorchiatore)  | ...              | ...     | ...                                                    |
| Rimorchiatore                                            | Furia (rimorchiatore) | ...              | ...     | Castellammare, 1838                                    |
| Rimorchiatore                                            | Etna (rimorchiatore)  | ...              | ...     | Castellammare                                          |

### Organigramma dell'Armata di Mare nel 1860
| Pianta organica della Real Marina delle Due Sicilie (1860) |           |               |        |        |
| Corpo                                                      | Ufficiali | Sottufficiali | Comuni | TOTALE |
| Ufficiali generali                                         | 16        | 0             | 0      | 16     |
| Ufficiali di guerra                                        | 150       | 0             | 0      | 150    |
| Genio marittimo                                            | 19        | 0             | 0      | 19     |
| Genio idraulico                                            | 12        | 0             | 16     | 28     |
| Corpo Telegrafico                                          | 42        | 0             | 468    | 510    |
| Parco Artiglieria                                          | 6         | 10            | 65     | 81     |
| Cannonieri e Marinai                                       | 61        | 201           | 1.992  | 2.254  |
| Reggimento Real Marina (anfibio)                           | 34        | 96            | 1.200  | 1.330  |
| Corpo amministrativo                                       | 64        | 16            | 0      | 80     |
| Chirurghi naviganti                                        | 48        | 0             | 0      | 48     |
| Ospedali                                                   | 24        | 13            | 16     | 53     |
| Cappellani naviganti                                       | 24        | 0             | 0      | 24     |
| Piloti                                                     | 0         | 120           | 0      | 120    |
| Macchinisti                                                | 0         | 134           | 0      | 134    |
| Bassi Ufficiali di mare                                    | 0         | 208           | 0      | 208    |
| Maestranze arsenali                                        | 0         | 0             | 253    | 253    |
| Marinai e cannonieri di pianta fissa                       | 0         | 0             | 1.176  | 1.176  |
| TOTALI                                                     | 500       | 798           | 5.168  | 6.466  |

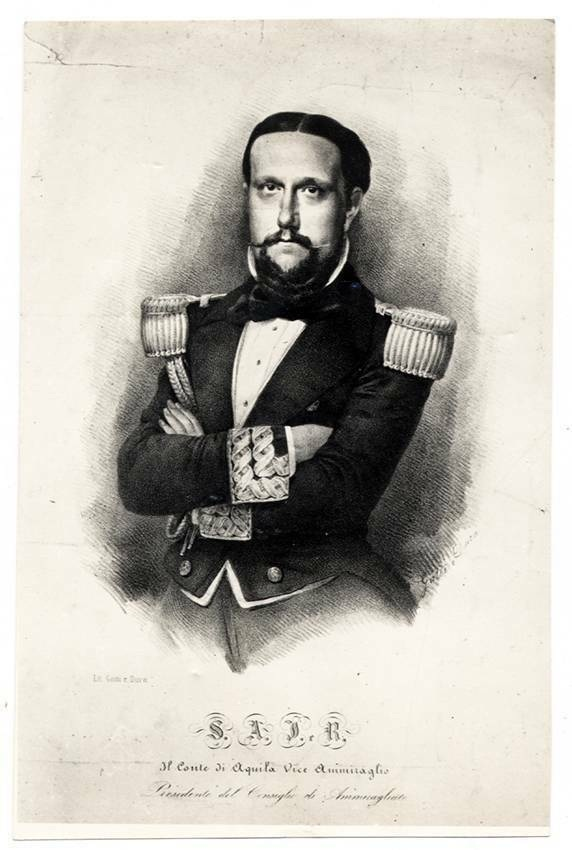
Luigi di Borbone, conte d'Aquila

Presidente del Consiglio dell'Ammiragliato: Luigi di Borbone, Conte dell'Aquila

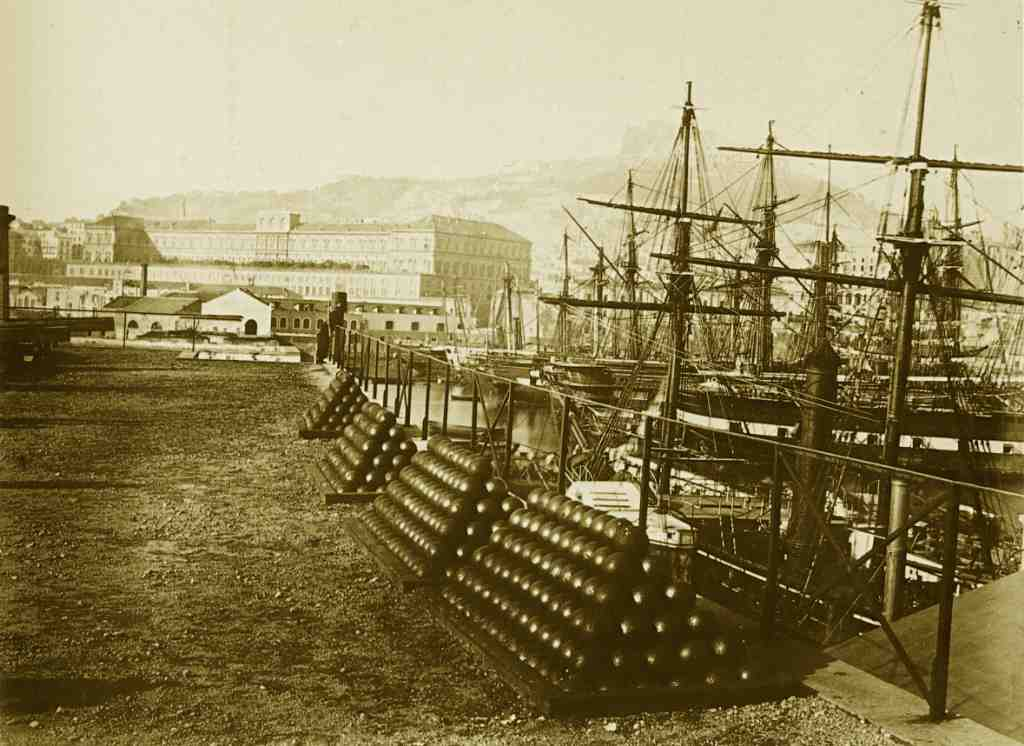
Napoli - Arsenale della Marina con vascelli, 1865 circa.

### Dopo la fine del Regno
Con la caduta di Gaeta il 15 febbraio 1861 e la fine del Regno delle Due Sicilie, si sancì il successivo 17 marzo la proclamazione del Regno d'Italia
Era già stata resa operativa, il 17 novembre 1860, l'unione della Real Marina Sarda (con le navi del Granducato di Toscana), alla Marina dittatoriale siciliana e alla Real Marina del Regno delle Due Sicilie. Il 17 marzo 1861, è considerata la data di nascita della Regia Marina Italiana;  il conte Camillo Benso di Cavour, Presidente del Consiglio e assertore più convinto della necessità per il Regno d'Italia di dotarsi di una forza navale potente che amalgamasse le competenze delle marine preunitarie, non mancò di ribadire il proprio impegno di fare dell'Italia una nazione di spiccato carattere marittimo:
(Camillo Benso Conte di Cavour)

## Galleria d'immagini

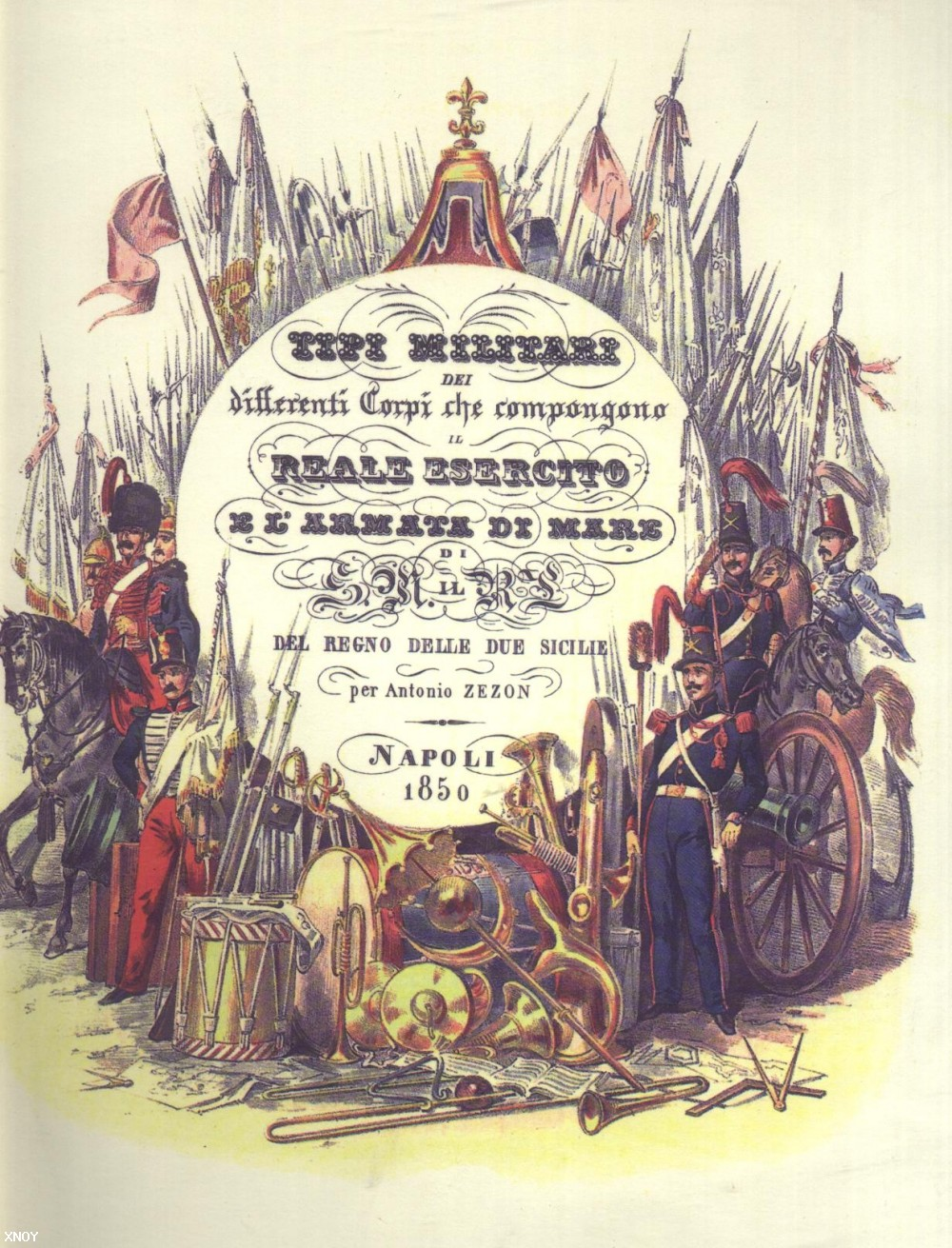
Frontespizio dell'opera
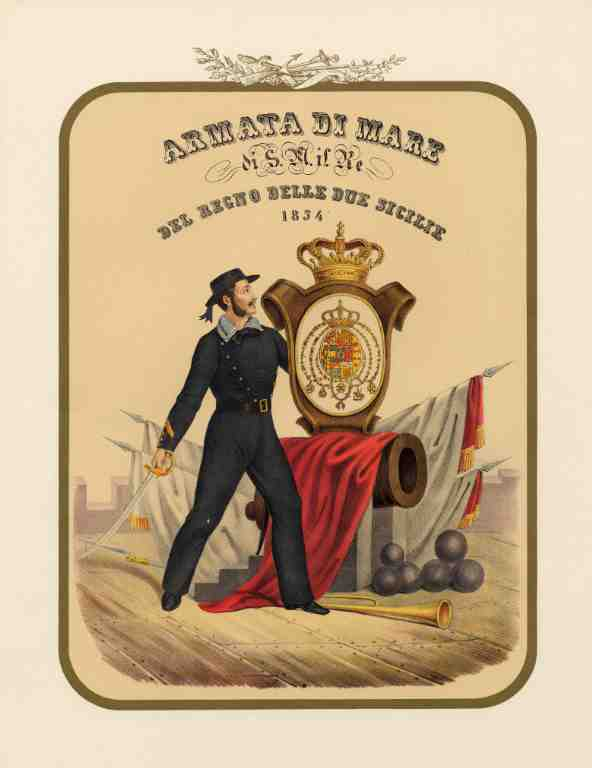
Frontespizio della sezione dedicata all'Armata di Mare
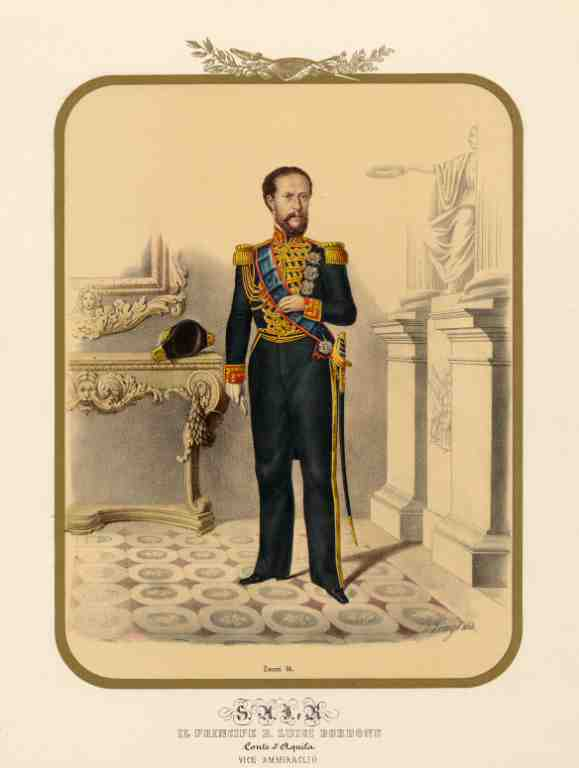
Il viceammiraglio Luigi di Borbone conte d'Aquila
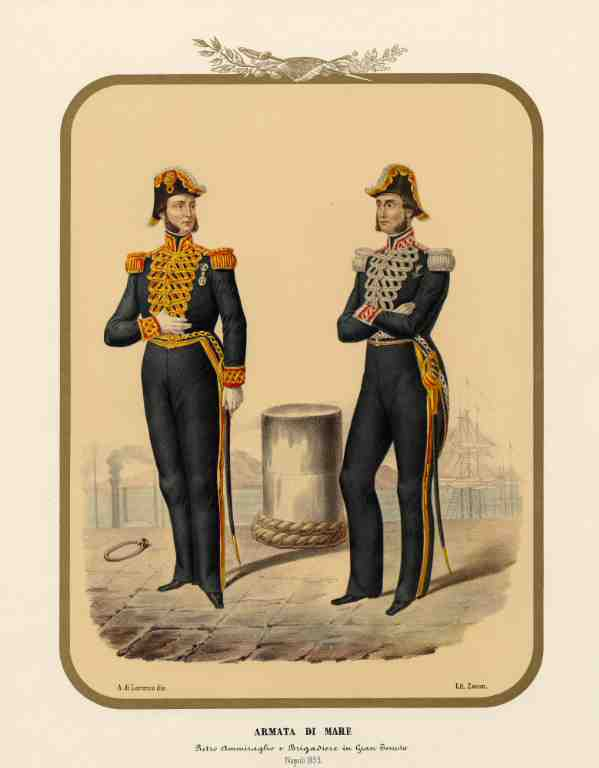
Da sx a dx: un retroammiraglio e un brigadiere in gran tenuta. Napoli, 1851.
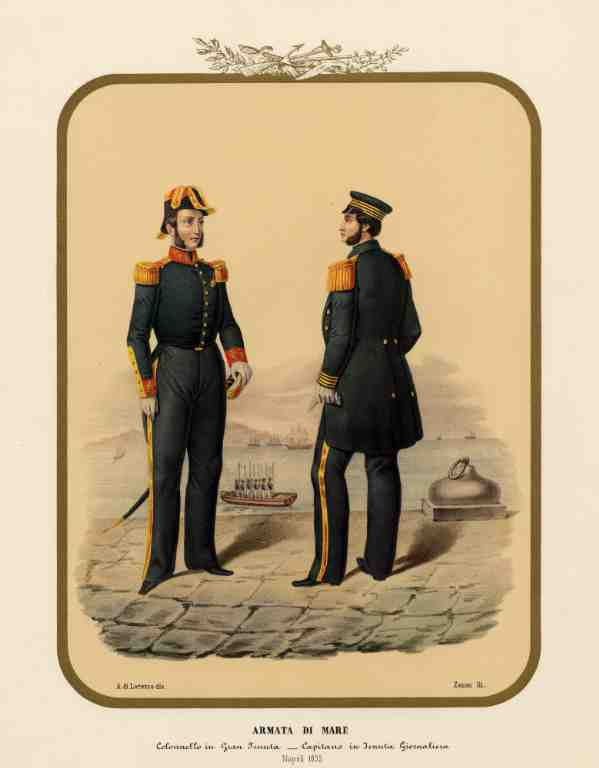
Da sx a dx: un colonnello in gran tenuta e capitano in tenuta giornaliera Napoli, 1852.
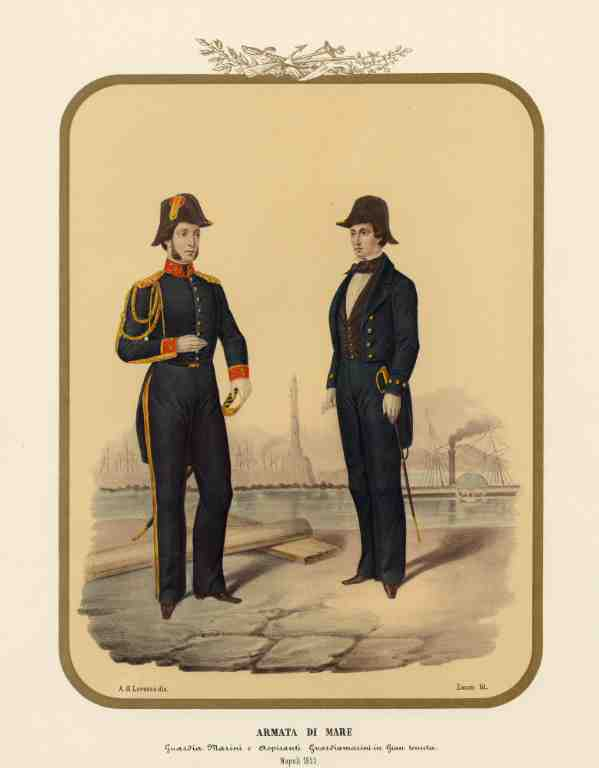
Da sx a dx: un guardiamarina e un aspirante guardiamarina in gran tenuta Napoli, 1852.
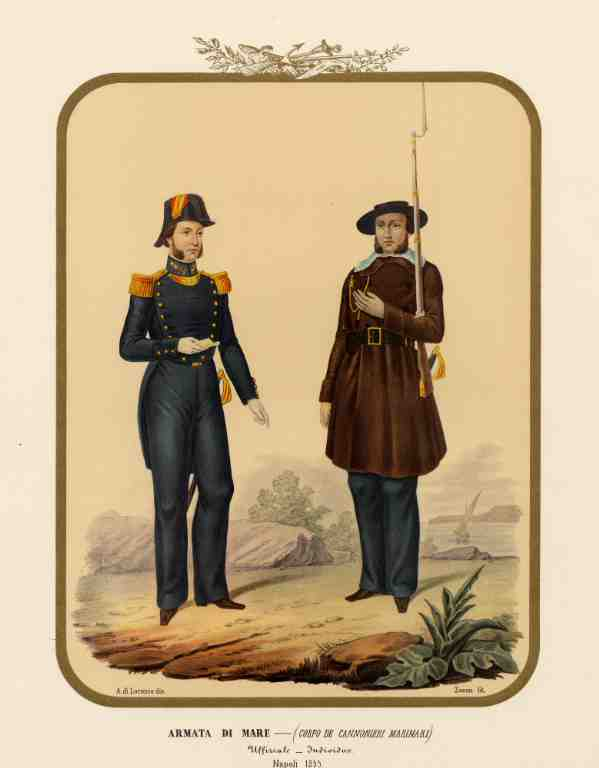
Corpo de' cannonieri marinari Da sx a dx: ufficiale e individuo Napoli, 1855.
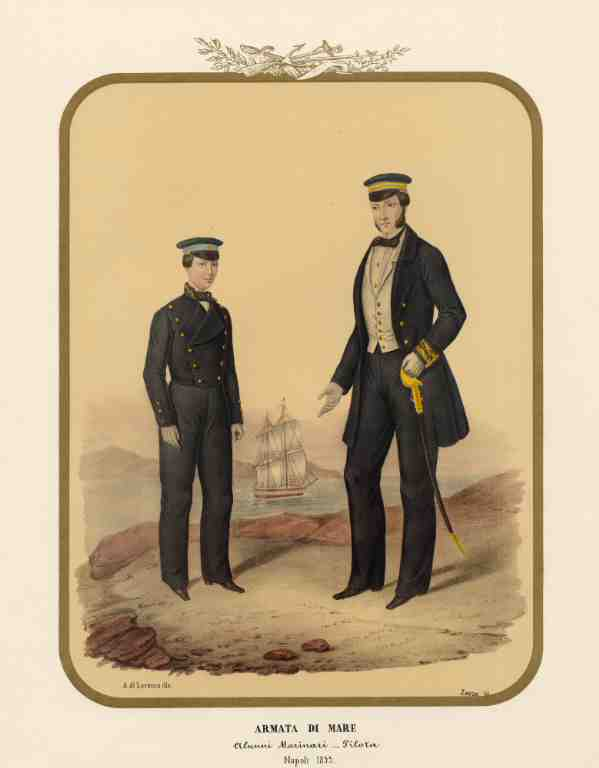
Da sx a dx: alunno marinaro e pilota Napoli, 1855.
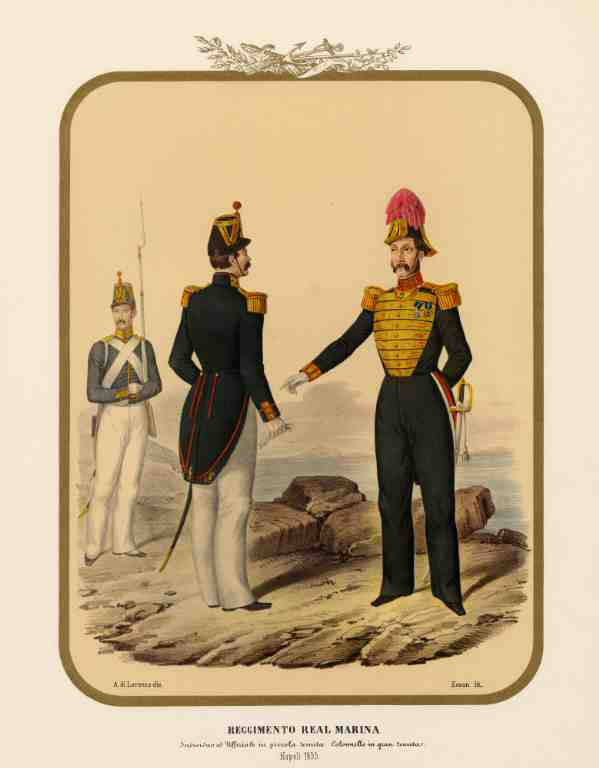
Reggimento "Real Marina" da sx a dx: individuo, uffiziale e colonnello in gran tenuta.
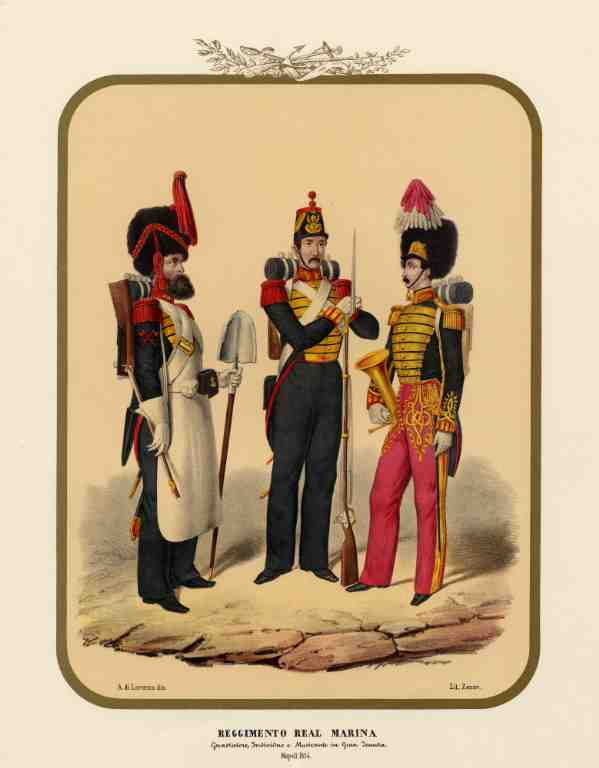
Reggimento "Real Marina" da sx a dx: guastatore, individuo e musicante in gran tenuta.
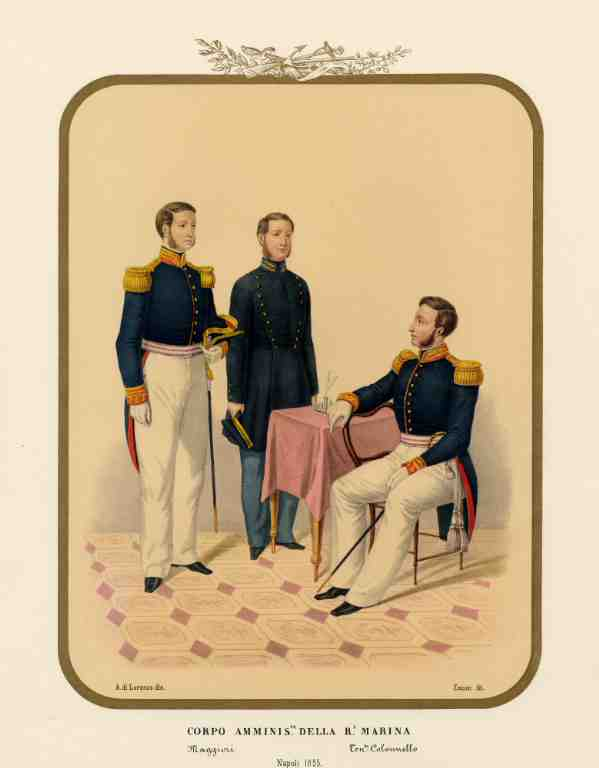
Corpo amministrativo della Real Marina da sx a dx: maggiori e tenente colonnello.
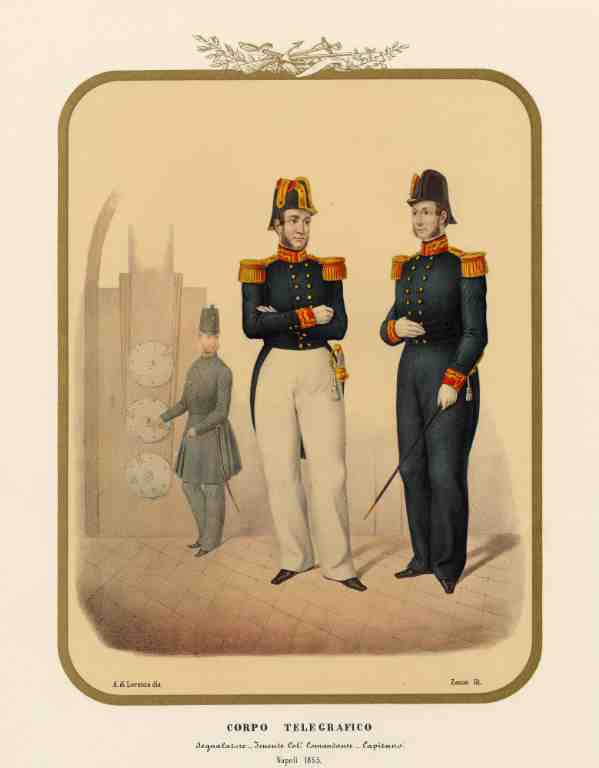
Corpo telegrafico della Real Marina da sx a dx: segnalatore, tenente colonnello comandante, capitano.